# SCORM
Das SCORM (Sharable Content Object Reference Model) ist ein Referenzmodell für austauschbare elektronische Lerninhalte der Advanced Distributed Learning Initiative. SCORM umfasst eine (Variablen-)Sammlung von Standards und Spezifikationen aus verschiedenen Quellen, um einfache Austauschbarkeit, einen allgemeinen Zugriff und Wiederverwendbarkeit in verschiedenen Umgebungen von web-basierenden Lerninhalten (E-Learning) zu ermöglichen. Seit 2013 liegt mit der Experience API der Vorschlag für einen Nachfolge-Standard vor.

## Bestandteile
SCORM besteht ab der Version SCORM 2004 aus vier wesentlichen Dokumenten, die in englischer Sprache verfügbar sind: Overview, Content Aggregation Model, Run-Time Environment und Sequencing and Navigation. Autorenwerkzeuge und Lernplattformen unterstützen derzeit allerdings meist nur die vorherige Version SCORM 1.2, in der insbesondere der Aspekt des Sequencing and Navigation noch nicht berücksichtigt ist. 2010 wurde mit der Tin Can API eine Weiterentwicklung des SCORM-Standards angestoßen; die Experience API (xAPI) ermöglicht, dass Lerninhalte und Lernplattformen miteinander Informationen austauschen können. 

### Overview
Im Überblicksdokument wird die Historie und die Vision von SCORM beschrieben sowie eine Einführung in die drei folgenden Teile und deren Zusammenhänge gegeben.

### Content Aggregation Model (CAM)
Das CAM beschreibt die Ressourcen, die in Lernpaketen verwendet werden können, sowie die Möglichkeiten zur Zusammenfassung und Strukturierung von Ressourcen zu verteilbaren Lernpaketen. Als Ressourcen können insbesondere Dateien der unterschiedlichsten Formate oder URLs benutzt werden. Diese werden in Hierarchien organisiert, die als Organizations bezeichnet werden. Zusätzlich können zu einem derart strukturierten Lernpaket Metadaten spezifiziert werden, die anhand von Beschreibungen, Schlüsselworten und ähnlichem eine gezielte Suche nach Lerninhalten ermöglichen. Das Gesamtpaket wird durch eine sogenannte Manifestdatei im XML-Format definiert.

### Run-Time Environment (RTE)
Durch das RTE werden das laufzeitbezogene Verhalten eines Learning Management Systems (LMS), die Schnittstelle vom LMS zu den in CAM spezifizierten Lernpaketen sowie die Verwendung von Benutzerdaten zur Laufzeit beschrieben. So können etwa Benutzer-Präferenzen gespeichert, Lernfortschritte festgehalten und Lernziele definiert werden.
Die drei Bestandteile sind:
- Launch
- Application Programming Interface (API)
- Data Model

### Sequencing and Navigation (SN)
Durch die SN-Spezifikation wird beschrieben, wie die Reihenfolge der Präsentation von Lerninhalten durch die Navigation des Benutzers variiert werden kann. Zu diesem Zweck werden sogenannte Aktivitätsbäume beschrieben, die mögliche Reihenfolgen in Abhängigkeit von Benutzeraktionen definieren.

## Beteiligte Institutionen
Die Advanced Distributed Learning Initiative versucht, mit SCORM die Arbeiten der folgenden Standardisierungsgruppen zusammenzuführen:
- AICC – Aviation Industry Computer-Based Training Committee
- DCMI – Dublin Core Meta-data Initiative
- IEEE – Institute of Electrical and Electronics Engineers
- IMS Global Learning Consortium
- Als europäische Institution ist die Ariadne Foundation der Europäischen Union und der Schweiz in den Standardisierungsprozess einbezogen. Diese hat jedoch bislang noch kein vollständiges Teildokument beigesteuert.